# シーズ・オブ・ラヴ
『シーズ・オブ・ラヴ』（The Seeds of Love）は、ティアーズ・フォー・フィアーズが1989年に発表したサード・アルバム。日本語タイトルは原題をそのままカタカナ表記。意味は「愛の種」。なお、シングル「シーズ・オブ・ラヴ」は原題が「Sowing the Seeds of Love」と異なる点に留意が必要である。

## 解説
100万ポンドもの経費がかかったと記録されている難産アルバムだが（ニッキー・ホランドが当時ライブに参加した坂本龍一の発言によると、レコーディングされたマスター・テープの本数が99本にまで上ったとの事）、ジャズやブルースからビートルズまで幅広いジャンルの音楽を吸収した作品として評価が高い。
本作からのシングル「ウーマン・イン・チェインズ」では、フィル・コリンズがドラムで参加し、オリータ・アダムスがローランド・オーザバルとデュエットして話題となった。
このアルバムからの先行シングル「シーズ・オブ・ラヴ（Sowing the Seeds of Love）」は全英シングルチャートで最高5位、アメリカ（Billboard Hot 100）では最高2位を記録し、前出の2曲以外にも「アドヴァイス・フォー・ザ・ヤング・アット・ハート」、「フェイマス・ラスト・ワーズ」がシングル・カットされている。本作制作中にイアン・スタンリーとクリス・ヒューズが離脱。デイヴ・バスコムに助力を請いながらの初セルフ・プロデュース作品となった。
1993年には日産・シルビア（S14型）のCMソングに本作に収録されている「シーズ・オブ・ラブ」が起用された。
1999年発売のリマスターCDは、シングルB面4曲をボーナス・トラックとして追加収録。
2020年発売の「The Seeds of Love (Super Deluxe Edition)」に未発表音源が収録され、リマスター・5.1サラウンドミックスが制作された。

## 収録曲
1. ウーマン・イン・チェインズ - "Woman in Chains" (Roland Orzabal) - 6:30
2. バッドマンズ・ソング - "Badman's Song" (R. Orzabal, Nicky Holland) - 8:32
3. シーズ・オブ・ラヴ - "Sowing the Seeds of Love" (R. Orzabal, Curt Smith) - 6:19
4. アドヴァイス・フォー・ザ・ヤング・アット・ハート - "Advice for the Young at Heart" (R. Orzabal, N. Holland) - 4:55
5. サード・ワールド - "Standing on the Corner of the Third World" (R. Orzabal) - 5:33
6. スウォーズ・アンド・ナイヴズ - "Swords and Knives" (R. Orzabal) - 6:20
7. イヤー・オブ・ザ・ナイフ - "Year of the Knife" (R. Orzabal, N. Holland) - 6:55
8. フェイマス・ラスト・ワーズ - "Famous Last Words" (R. Orzabal, N. Holland) - 4:31
下記4曲は1999年リマスター盤のボーナス・トラック。
9. ティアーズ・ロール・ダウン - "Tears Roll Down" (R. Orzabal, David Bascombe) - 3:16
10. オールウェイズ・イン・ザ・パスト - "Always in the Past" (R. Orzabal, Ian Stanley) - 4:38
11. ミュージック・フォー・テーブルズ - "Music for Tables" (R. Orzabal) - 3:32
12. ジョニー・パニック・アンド・ザ・バイブル・オブ・ドリームズ - "Johnny Panic and the Bible of Dreams" (R. Orzabal) - 4:17

## 参加ミュージシャン
- ローランド・オーザバル - ボーカル、ギター、キーボード、フェアライト・プログラミング
- カート・スミス - ボーカル、ベース

ゲスト・ミュージシャン
- オリータ・アダムス - ボーカル、キーボード
- イアン・スタンリー - キーボード
- サイモン・クラーク - キーボード
- ニッキー・ホランド - キーボード、バッキング・ボーカル
- マヌ・カチェ - ドラムス
- クリス・ヒューズ - ドラムス
- フィル・コリンズ - ドラムス
- サイモン・フィリップス - ドラムス
- ピノ・パラディーノ - ベース
- キャロル・スティール - パーカッション
- ルイス・ジャーディム - パーカッション
- ロビー・マッキントッシュ - ギター
- ニール・テイラー - ギター
- ランディ・ジェイコブス - ギター
- ジョン・ハッセル - トランペット
- ピーター・ホープ・エヴァンス - ハーモニカ
- ケイト・セント・ジョン - サクソフォーン、オーボエ
- テッサ・ナイルズ - バッキング・ボーカル
- キャロル・ケニオン - バッキング・ボーカル
- マギー・ライダー - バッキング・ボーカル
- ドレット・マクドナルド - バッキング・ボーカル
- アンディ・ケイン - バッキング・ボーカル